# Kirenga
Die Kirenga (russisch Кире́нга) ist ein 746 Kilometer langer rechter Nebenfluss der Lena in Ostsibirien (Russland, Asien).

## Verlauf
Die Kirenga entspringt in etwa 1500 m Höhe an der Westseite des in diesem Bereich knapp 2.200 m hohen Baikalgebirges. Die Quelle ist nur sechs Kilometer vom Ufer des Baikalsees entfernt; die Quelle der Lena liegt einige Dutzend Kilometer südwestlich.
Im Oberlauf wird der Fluss Linke Kirenga (Lewaja Kirenga) genannt, bis er sich nach knapp 50 Kilometern mit der bedeutend kleineren Rechten Kirenga (Prawaja Kirenga) vereinigt. Er fließt zunächst in nordwestlicher bis südwestlicher Richtung durch das Bergland westlich des Hauptkammes des Baikalgebirges, bis er sich scharf in nördliche Richtung wendet. In ihrem weiteren Verlauf in vorwiegend nördlicher Richtung durch die Mittelgebirgslandschaft zwischen Baikal und Lena markiert die Kirenga die Ostgrenze des Lena-Angara-Plateaus.
Die Kirenga mündet schließlich bei der nach ihr benannten, auf der Landspitze zwischen beiden Flüssen liegenden Kleinstadt Kirensk bei 250 m Höhe in die Lena. Auf ihrer gesamten Länge durchfließt die Kirenga das Territorium der Oblast Irkutsk.
Bedeutendste Nebenflüsse sind Ulkan, Okunaika, Minja und Kutima von rechts sowie Chanda von links.

## Hydrographie
Das Einzugsgebiet der Kirenga umfasst 46.600 km². In Mündungsnähe erreicht der Fluss eine Breite bis 300 Meter und über fünf Meter Tiefe; die Fließgeschwindigkeit beträgt 1,9 m/s.
Die mittlere Wasserführung beträgt beim Dorf Schorochowo, 18 km oberhalb der Mündung 650 m³/s, bei einem minimalen monatlichen Mittel von 146 m³/s im März und einem maximalen monatlichen Mittel von 2462 m³/s im Juni. Damit übertrifft sie am Zusammenfluss die Lena leicht.
Die Kirenga gefriert zwischen Ende Oktober/Anfang November und Ende April/Mai.

## Infrastruktur
Die Kirenga ist auf 438 Kilometern ab dem Dorf Karam schiffbar.
Ab dem Mittellauf gibt es entlang der Kirenga relativ viele kleinere Ortschaften. Hier liegen in Flussnähe die Siedlungen städtischen Typs Magistralny und Ulkan sowie das Rajonverwaltungszentrum Kasatschinskoje. Zwischen Magistralny (Station Kirenga) und Ulkan folgt die Baikal-Amur-Magistrale auf knapp 50 Kilometern dem Flussverlauf. Oberhalb der Einmündung der Okunaika überquert die Bahnstrecke die Kirenga auf einer knapp 350 Meter langen Brücke. Hier gibt es auch zwei Straßenbrücken über den Fluss.